# 8775 Cristata
8775 Cristata este un asteroid din centura principală de asteroizi.

## Descriere
8775 Cristata este un asteroid din centura principală de asteroizi. A fost descoperit pe 30 septembrie 1973 la Observatorul Palomar de Cornelis Johannes van Houten, Ingrid van Houten-Groeneveld și Tom Gehrels. Asteroidul prezintă o orbită caracterizată de o semiaxă mare de 2,40 ua, o excentricitate de 0,13 și o înclinație de 7,0° în raport cu ecliptica.